# Чоловічий рух
Чоловічий рух — це соціальний рух, що виник у 1960-х і 1970-х роках, переважно в західних країнах, і складається з груп і організацій чоловіків та їхніх союзників, які зосереджуються на гендерних питаннях, і діяльність яких варіюється від самодопомоги та підтримки до лобіювання та активізму.
Чоловічий рух складається з кількох рухів, які мають різні й часто протилежні цілі. Основні компоненти чоловічого руху включають чоловічий визвольний рух, маскулінізм, професійний чоловічий рух, міфопоетичний чоловічий рух, рух за права чоловіків і християнський чоловічий рух, найбільш помітно представлений організацією Хранителі обіцянок.

## Чоловічий визвольний рух
Чоловічий рух складався з «мереж чоловіків, свідомо залучених до діяльності, пов'язаної з чоловіками та гендером. Він виник наприкінці 1960-х і 1970-х років у західних суспільствах поряд і часто у відповідь на жіночий рух і фемінізм». Маючи багато ознак терапевтичних груп самодопомоги, чоловічі рухи все частіше починають розглядати особистісне зростання та кращі стосунки з іншими чоловіками як «марні без супутніх змін у суспільних відносинах та ідеологіях, які підтримують або маргіналізують різні способи бути чоловіками». Активісти чоловічого руху, які прихильно ставляться до феміністичних поглядів, були дуже стурбовані деконструкцією чоловічої ідентичності та маскулінності. Наслідуючи ранніх феміністок, які критикували традиційну жіночу гендерну роль, учасники чоловічого визвольного руху використовували мову теорії статевих ролей, щоб довести, що чоловіча гендерна роль є такою ж обмежувальною та шкідливою для чоловіків. Деякі прихильники чоловічого визволення деконтекстуалізували гендерні відносини та стверджували, що оскільки статеві ролі однаково шкідливі для обох статей, жінки та чоловіки однаково пригноблені.
Соціолог Майкл Месснер пише, що наприкінці 1970-х років…
…чоловіче визволення зникло. Консервативне та помірковане крило чоловічого визволення перетворилося на антифеміністичний рух за права чоловіків, якому сприяла мова статевих ролей. Прогресивне крило чоловічого визволення відмовилося від мови статевих ролей і сформувало феміністичний рух, заснований на мові гендерних відносин і влади.

## Профеміністичні чоловічі рухи
Профеміністський чоловічий рух виник із чоловічого визвольного руху в середині 1970-х років. Перша конференція «Чоловіки та маскулінність», що відбулася в штаті Теннессі в 1975 році, була однією з перших організованих заходів чоловіків-профеміністів у Сполучених Штатах. Профеміністський чоловічий рух перебував під впливом фемінізму другої хвилі, руху Black Power і студентського активізму, антивоєнного руху та соціальних рухів ЛГБТ 1960-х і 1970-х років. Це течія чоловічого руху, яка загалом підтримує егалітарні цілі фемінізму.
Феміністичний рух стосується низки політичних кампаній за реформи з таких питань, як репродуктивні права, домашнє насильство, декретні відпустки, рівна оплата праці, виборче право жінок, сексуальні домагання та сексуальне насильство. Цей термін найчастіше використовується для розмови про чоловіків, які підтримують фемінізм та його зусилля з досягнення політичної, економічної, культурної, особистої та соціальної рівності жінок і чоловіків. Багато чоловіків-профеміністів вважають, що маскулінність викликана гомофобією і що домінуючою моделлю маскулінності є гетеросексуальність. Чоловіки, які активно підтримують фемінізм, намагаються досягти гендерної справедливості та рівності. Їхні симпатії до фемінізму обертаються навколо простого визнання того, що чоловіки та жінки мають бути рівними. Жінки повинні мати доступ до роботи та сфер суспільного життя, як і чоловіки. Проблема полягає в тому, що існують дві загальні системи, одна з яких ґрунтується на ієрархії та перевагах, та інша, з якою чоловіки-профеміністи не погоджуються, стверджуючи, що вони повинні змінити зміст моделей маскулінності, а не позбутися понять маскулінності та фемінності взагалі. Страх бути визнаним геєм заважає хлопцям і чоловікам ставити під сумнів традиційну маскулінність і, зрештою, відмовлятися від неї. Таким чином багато чоловіків-профеміністів вважають, що чоловіки та маскулінність не сильно зміняться, доки гомофобія не буде радикально підірвана. Чоловіки відіграють життєво важливу роль у трансформації гендерних відносин, розпочатій фемінізмом і жіночими рухами. Профеміністські чоловіки є бажаними та важливими учасниками цього процесу. «Дослідження репрезентацій маскулінності в ЗМІ часто висвітлюють конструкції, які зосереджують маскулінність навколо понять насильства, контролю та агресії».
Чоловіки-профеміністи поставили під сумнів культурний ідеал традиційної маскулінності. Вони часто стверджують, що соціальні очікування та норми змушують чоловіків дотримуватися жорстких гендерних ролей, обмежують здатність чоловіків виражати себе та обмежують їхній вибір поведінкою, яка вважається соціально прийнятною для чоловіків. Крім того, чоловіки-профеміністи прагнули знищити сексизм і зменшити дискримінацію жінок. Вони проводили кампанію разом із феміністками з різних питань, включаючи поправку про рівні права, репродуктивні права, закони проти дискримінації при працевлаштуванні, доступний догляд за дітьми та припинення сексуального насильства щодо жінок.
«Феміністські чоловічі рухи організувалися навколо відмови від традиційних стилів маскулінності на підтримку феміністичних жіночих рухів. Вони існують у багатьох країнах, і багато феміністичних чоловічих груп зосереджуються на залученні чоловіків до роботи проти насильства». NOMAS у Сполучених Штатах, Колектив «Ахіллесової п'яти» у Великій Британії та Чоловіки проти сексуального насильства в Австралії є одними з найбільш відомих феміністичних чоловічих рухів, хоча всесвітньо відомі організації все ще досить малі та нестабільні з низьким рівнем членства. «Ахіллесова п'ята» була однією з найвидатніших профеміністичних чоловічих груп. Вона оберталася навколо подвійного щорічного журналу «Ахіллесова п'ята» і мала на меті «кинути виклик традиційним формам маскулінності та чоловічої сили та підтримати створення альтернативних соціальних структур і способів життя». «Феміністські кампанії, такі як #MeToo, спонукали велику кількість чоловіків замислитися над їхніми власними сексуальними та соціальними стосунками з жінками, хоча також є негативна реакція». Деякі профеміністські чоловічі кампанії критикували за те, що вони роблять надто мало, просто підписуючи форму або одягаючи стрічку, замість того, щоб вживати реальних дій, таких як звернення до власної поведінки та поведінки своїх однолітків. Хоча фемінізм нещодавно набув більшої популярності в суспільстві, це дозволило більшій кількості чоловіків прийняти символічну підтримку фемінізму, якому бракує реального змісту.
В останні десятиліття після початку чоловічого руху профеміністів у Сполучених Штатах подібні та взаємопов'язані ініціативи були організовані на міжнародному рівні. У 2004 році кілька лідерів, які займаються залученням чоловіків і хлопчиків до гендерної справедливості в усьому світі, об'єдналися, щоб створити глобальну організацію MenEngage. Відтоді MenEngage організував дві міжнародні конференції — одну у Ріо-де-Жанейро у 2009 році та іншу у Нью-Делі у 2014 році.
До відомих письменників-профеміністів належать Девід Тейсі та Ревін Коннелл, Роберт Дженсен, Джексон Кац і Дон Едгар.

## Рухи за права чоловіків і батьків

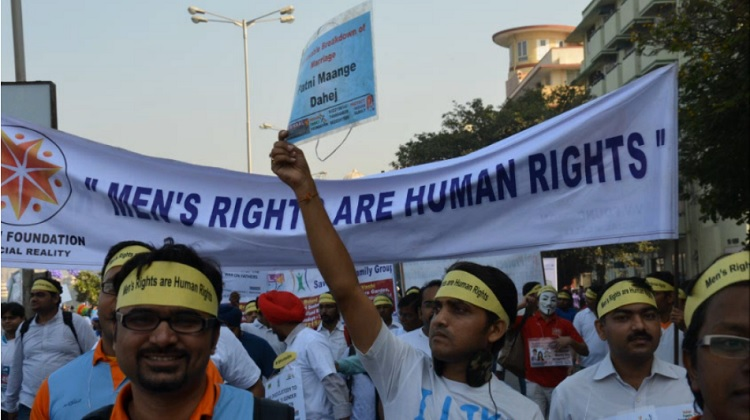
Мітинг руху за права чоловіків, Індія

Рух за права чоловіків відгалужується від руху за визволення чоловіків у середині-кінці 1970-х років. Він був зосереджений на питаннях уявної дискримінації та нерівності, з якими стикаються чоловіки. Рух за права чоловіків бере участь у різноманітних питаннях, пов'язаних із законодавством (включаючи сімейне право, виховання дітей, репродукцію та домашнє насильство), державними послугами (включаючи освіту, військову службу та системи соціального захисту), здоров'ям.
Рух за права батьків є частиною руху за права чоловіків. Його члени в першу чергу цікавляться питаннями, пов'язаними з сімейним правом, включаючи опіку над дітьми та аліментами, які стосуються батьків та їхніх дітей.
До відомих активістів захисту прав чоловіків належать Уоррен Фаррелл, Герб Голдберг, Річард Дойл, і Аса Бабер. Гленн Сакс — борець за права батьків.

## Міфопоетичний чоловічий рух
Міфопоетичний чоловічий рух базується на духовних перспективах, отриманих з психоаналізу, і особливо з роботи Карла Юнга. Він менш політичний, ніж профеміністський рух або рух за права чоловіків, і спрямований на самодопомогу. Його називають «міфопоетичним» через наголос на міфології, яка передається як поезія з деяким привласненням місцевої, наприклад індіанської, міфології та знань. Роберт Блай, провідний міфопоетик, критикував «м'яких чоловіків» і стверджував, що хлопчики повинні бути посвячені в зрілість, щоб володіти «енергією Зевса», яка, згідно з Блаєм, є «чоловічим авторитетом», який «охоплює інтелект, міцне здоров'я, співчутливу рішучість, добру волю, великодушне лідерство». Міфопоетичні чоловіки наголошують на «шануванні старших», «поверненні» батьків і «звільненні дикої людини всередині», але з наголосом на впливі безбатьківства на психологічний розвиток чоловіків.
Вважається, що маскулінність включає глибокі несвідомі моделі та архетипи, які розкриваються через міфи, історії та ритуали, що підтверджується теоріями, взятими з аналітичної або «глибинної» психології.
Права чоловіків і погляди на звільнення чоловіків дещо збігаються.
Діяльність міфопоетичного чоловічого руху включає:
- програми наставництва чоловіків (базуються на переконанні, що зрілі чоловіки повинні допомагати хлопчикам стати здоровими чоловіками)
- ритуальні, барабанні та оповідальні табори
- групи підтримки
- спроби розробки навчальних програм для хлопчиків у школах

Роберт Блай, Джеймс Гіллман, Майкл Дж. Мід, Сем Кін, Роберт Л. Мур і Стівен Біддулф є видатними міфопоетичними авторами.

## Термінологія
Соціологи Майкл Месснер і Майкл Флуд окремо стверджували, що термін «рух» є проблематичним, оскільки, на відміну від інших соціальних рухів, чоловічий рух здебільшого був зосереджений на самовдосконаленні, є внутрішньо суперечливим і складається з членів, як вони вважають, привілейованої групи.